# Sorel, Somme
Sorel là một xã ở tỉnh Somme, vùng Hauts-de-France, Pháp.

## Địa lý
Thị trấn này có cự ly khoảng 11 dặm Anh về phía tây nam của Cambrai, trên đường D222, vài cây số đến chỗ giáp ranh với tỉnh Pas-de-Calais.

## Dân số
| 1962                                                  | 1968 | 1975 | 1982 | 1990 | 1999 |
| ----------------------------------------------------- | ---- | ---- | ---- | ---- | ---- |
| 236                                                   | 223  | 197  | 184  | 187  | 163  |
| Số liệu dân số từ năm 1962, dân số không tính hai lần |      |      |      |      |      |